# Beatriz Cabur
Beatriz Cabur (Madrid, 5 de octubre de 1974) es una directora escénica, dramaturga, innovadora teatral, traductora, ensayista y divulgadora española.

## Formación y Reconocimientos
Cabur se licenció en Dirección de escena y Dramaturgia en la Real Escuela Superior de Arte Dramático de Madrid. Posteriormente, obtuvo un Master en Comunicación Audiovisual y Publicidad de la Universidad Complutense de Madrid.
Miembro internacional de The League of Professional Theatre Women desde 2012, Cabur es la fundadora y primera presidenta de su rama española, La Liga de las Mujeres Profesionales del Teatro en España, lo que le valió el Premio Escena de Teatro en 2018.
Cabur también fundó y fue la primera directora ejecutiva de TheTheatreTimes, un proyecto que recibió el Elliott Hayes Award for Outstanding Achievement in Dramaturgy de la Literary Managers and Dramaturgs of the Americas, además de otros premios internacionales.

## Obras Teatrales y Publicaciones
Las obras teatrales de Beatriz Cabur han sido estrenadas en diversos países, incluyendo España, México, Italia, Austria, Inglaterra, Escocia y Estados Unidos. Sus textos teatrales han sido publicados en España e Italia por editoriales como Fundamentos, Antígona y Dragomani. Además, ha contribuido con ensayos en libros colectivos, como "Escribir para la Escena", publicado por la Academia de las Artes Escénicas de España. Como ensayista, Cabur también publicó "La telepresencia en el Teatro de Texto" en 2015 en la Universidad de Salamanca, un texto que anticipó el auge posterior del teatro en línea y digital a partir de 2020.

## Teatro Digital y Artivismo
Cabur es reconocida como experta internacional en Teatro Digital y Artivismo, y ha impartido clases y talleres sobre este tema en prestigiosas instituciones académicas, incluyendo Harvard University, Bard College, Birkbek University of London, la Universidad de los Andes, Central European University, Bard College Berlin, University of the Witwatersrand, y la RESAD, así como para el Dramaturgs Network en el Reino Unido y en diversos espacios digitales.  

## Impacto Académico
El trabajo de Beatriz Cabur es objeto de estudio e investigación en aulas de España, Inglaterra y Estados Unidos, y ha sido abordado en ensayos y tesis doctorales. Destaca su Trilogía de la Maternidad, que incluye obras como The Mind Boggling Shrinking Woman (La increíble mujer menguante'), sobre la violencia obstétrica; Breakfast at Daddy's (Desayuno en casa de Papi'), sobre el aborto, considerada única por su enfoque no negativo del tema, de hecho, se centra en el debate acerca del derecho de las mujeres a decidir sobre su propio cuerpo- (Jódar Peinado, 2020: 61); y Childbirth-19 (Parto-19), sobre el parto en tiempos de la Covid-19 y la disolución de la agencia de la mujer en entornos sanitarios, estrenada en línea en 2021 y disponible en YouTube. 
Los asuntos, por tanto, relacionados con la violencia de género, el derecho a decidir y la violencia obstétrica emparentan a Beatriz Cabur con el sustrato feminista que comparten las dramaturgas actuales, desde finales del siglo XX y, sobre todo, a principios del siglo XXI, con el objetivo de "procurar la normalización de la presencia de mujeres en la escena española y de incorporar la perspectiva femenina  a  los  problemas  derivados  de  la  globalización" centrándose, específicamente, en "las  causas  de  la  violencia  de género y la desigualdad" (Jódar Peinado, 2018, 640).
Aparte esta central preocupación por la violencia de género, el feminismo de la cuarta ola se ocupa asimismo de la visibilización de las mujeres en el mundo de la cultura y el arte, donde cobra especial relevancia su obra Nefertiti y PIII (2016), obra que reivindica esta figura histórica como una de las primeras mujeres con poder absoluto, a la vez que pone de relevancia "cómo se articula la Historia oficial, ignorando siempre la parte de la que son protagonistas las mujeres (Jódar Peinado, 2018: 637).
En este texto, además, Cabur expone una de las características más relevantes de su teatro: la experimentación con la forma, en este caso, utilizando el recurso del teatro dentro del teatro y otros mecanismos relacionados con la mezcla realidad/ficción, como el uso de personajes pirandellianos que se enfrentan a su creadora, en este caso (Jódar Peinado, 2017: 237; Romera Castillo, 2020: 282). El aspecto metateatral relaciona esta obra con una vertiente actual que usa el arte autorreflexivo en teatro tanto en forma de cita como para promover una reflexión crítica sobre el contexto cultural en el que se inserta la propia obra (Romera Castillo, 2017: 279; 2020: 283).

## Obras Teatrales
- Life is a Dream / Despierta (2023)
- Childbirth-19 (2021)
- Goodbye, Mother (2020)
- Lil’Bird 2 (2018)
- Pigwash (2017)
- The Mind-Boggling Shrinking Woman (2017)
- Lil’ Bird (2017)
- Breakfast at Daddy’s (2016)
- Nefertiti & Piii (2015)
- The Around The World Chain Play (2013)
- The Chef (2013)
- Suite 207 (2012)
- The Rise and Fall of Erika Adler (2006)
- Rollerblading (2005)
- La fiesta nacional (2004)
- Yasdúit (2003)
- Funny Play (2002)
- Ronensbourgh (2002)
- La euroronda (2001)
- Ma será this nacht sure / Top Secret (2001)
- Horacio vive (2000)
- Vitro (2000)
- Descubrimientos (1999)
- ¡No! ¡Imposible! (1999)
- Cuadro de Sábanas (1998)
- El mundo es cuadrado (1998)
- Zapping (1998)

## Estrenos como Directora
- Oriente Plus, a Caribbean story (2022), de Pedro de Sena
- Sacrifice: A Clitemnestra story (2021), de Garret Jon Groenveld
- Blanco sobre Blanco (2021), de Nani de Julián
- Childbirth-19 (2020), de Beatriz Cabur
- Gente Estúpida (2019), de Daniela Fejerman
- Lil’Bird 2 (2018), de Beatriz Cabur
- La increíble mujer menguante (2017), de Beatriz Cabur
- Lil’Bird (2017), de Beatriz Cabur
- Carthage (2013), de Caridad Svich
- Alicia frente al espejo (2013), de Pablo Iglesias Simón
- Sin móvil aparente (2013), de Pablo Iglesias Simón
- The Chef (2013), de Beatriz Cabur
- La humanidad es fea (2013), de Íñigo Ramirez de Haro
- Negro contra Blanca (2013), de Íñigo Ramirez de Haro
- RIPYo (2013), de Íñigo Ramirez de Haro
- Ronensbourgh (2013), de Beatriz Cabur
- Los coleccionistas (2013), de Ignacio García May
- Los colibríes (2012), de Garret Jon Groenveld
- Suite 207 (2012), de Beatriz Cabur & Doug Howe
- La ascensión y caída de Erika Adler (2006), de Beatriz Cabur
- Rollerblading (2005), de Beatriz Cabur
- La Fiesta Nacional (2004), de Beatriz Cabur
- Yasdúit (2003), de Beatriz Cabur
- Funny Play (2002), de Beatriz Cabur
- Horacio vive (2001), de Beatriz Cabur
- La Eurorronda (2001), de Beatriz Cabur
- ¡No! ¡Imposible! (2001), de Beatriz Cabur
- El mundo es cuadrado (2000), de Beatriz Cabur
- Descubrimientos (2000), de Beatriz Cabur
- Vitro (2000), de Beatriz Cabur
- Persona susceptible de ser asesinada (1999), de Juan Gonzålez Gabriel
- Cuento de Navidad (1998), de Charles Dickens
- Julieta en el balcón (1995), de Beatriz Cabur